# Милан Јованић (фудбалер)
Милан Јованић (Нови Сад, 31. јул 1985) бивши је српски фудбалер који је играо на позицији голмана. Након играчке каријере посветио се послу тренера голмана.

## Клупска каријера
Јованић је омладинску каријеру провео у Војводини, а први клуб за који је професионално играо био је Ветерник. Године 2005. придружио се аустралијском клубу Перт глори. Наступио је једном и то у мечу против Сиднеја, а клуб је напустио после сезоне 2005/06.
Јованић се вратио у Србију и потписао за Нови Сад док је клуб играо у Српској лиги Војводина, а учествовао је у њиховој промоцији у Прву лигу. После две сезоне у Првој лиги прешао је у Спартак из Суботице.
Дана 13. јуна 2010. придружио се Висли Краков где је освојио Екстракласу. Након две сезоне у Пољској, вратио се у Спартак, а каријеру је завршио у клубу из родног града, Војводини.

## Репрезентативна каријера
Једину утакмицу за сениорску репрезентацију Србије одиграо је против Јапана 2010. године.

## Трофеји
Нови Сад
- Српска лига Војводина: 2006/07.

Висла Краков
- Екстракласа: 2010/11.